# 브뤼노 르메르

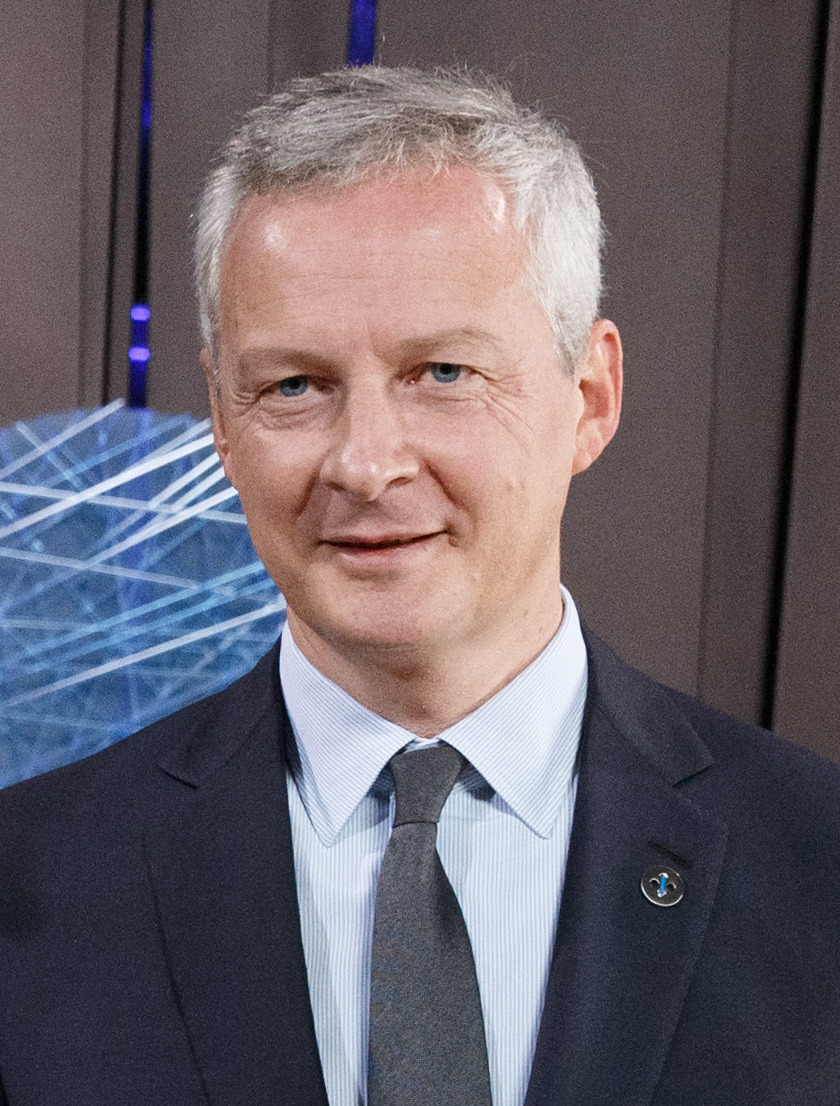
브뤼노 르메르

브루노 르메르 (Bruno Le Maire, 1969년 4월 15일 ~ )는 프랑스의 정치인이자 전 외교관으로, 2017년부터 현재까지 에마뉘엘 마크롱 정권에서 경제재정부 장관을 맡고 있다. 공화당 (LR) 소속이었으나 2017년에 탈당하고 전진하는 공화국! (LREM)에 입당하였다. 2008년부터 2009년까지 프랑스 유럽담당 국무장관을 지냈으며, 2009년부터 2012년까지는 니콜라 사르코지 정권에서 식품, 농업, 어업부 장관을 지냈다. 르메르는 또한 자신의 저서 정치가(Des hommes d'Etat)로 2008년에 에드가 포르 상을 수상한 유명 작가이기도 하다.